# Paredes de Viadores
Paredes de Viadores ist ein Ort und eine ehemalige Gemeinde (Freguesia) im portugiesischen Kreis Marco de Canaveses. Die Gemeinde hatte 1286 Einwohner (Stand 30. Juni 2011).
Am 29. September 2013 wurden die Gemeinden Paredes de Viadores und Manhuncelos zur neuen Gemeinde Paredes de Viadores e Manhuncelos zusammengeschlossen. Paredes de Viadores ist Sitz dieser neu gebildeten Gemeinde.